# Alessandro Bruggiati
Pour les articles homonymes, voir Brusati.
Alessandro Bruggiati ou Alessandro Brusati, né le 25 septembre 1707 à Carpi et mort dans la même ville le 10 décembre 1780, est un peintre italien de vues architecturales et d'ornements.

## Biographie
Alessandro Bruggiati naît à Carpi. Il apprend l'ornement et l'architecture à l'atelier d'Antonio Consetti. À Carpi, ses premières commandes incluent le Teatro comunale (it), les voûtes de l'église des Augustins (plus tard devenue l'église San Biagio à la suite de sa suppression), et celles de la congrégation savante du Collège des Jésuites. Dans ces deux commandes religieuses, il est assisté par le frère Stefano da Carpi, de son vrai nom Giuseppe Solieri. Il réalise par la suite des peintures dans la cour du marquis Sessi à Rolo, dans les voûtes de la maison du seigneur Lodovico Grillenzone à Carpi, et dans les maisons de campagne des marquis Scacchetti et Bellentani. Il vit ses dernières années à Carpi et meurt en 1780 à l'âge de 73 ans.